# Funisciurus carruthersi
Funisciurus carruthersi là một loài động vật có vú trong họ Sóc, bộ Gặm nhấm. Loài này được Thomas mô tả năm 1906.

## Phân loài
- F. c. carruthersi
- F. c birungensis
- F. c. chrysippus
- F. c. tanganyikae